# Iquique

Iquique este un oraș cu 164.396 loc. ( în 2002), capitala regiunii Tarapacá. El este un oraș al contrastelor, dacă centrul elegant amintește de orașul nordamerican Miami Beach, în suburbiile de la periferie se poate spune se trăiește la limita sărăciei.

## Date geografice
Orașul este situat la altitudinea de 50 de m, între coasta Pacificului și lanțul Cordilierilor de vest, și la vest de deșertul Atacama. Clima este aridă, temperatura medie anuală fiind de 18 °C.